# CYCLE AID JAPAN
CYCLE AID JAPAN（サイクルエイド・ジャパン）は、東日本大震災被災地の復興支援のため、2012年5月から毎年、東北地方で開催されているファンライドイベントである。
2013年までは岩手県や宮城県と共同で開催されていたが、2014年以降は福島県単独で猪苗代湖周辺を巡るコースの「CYCLE AID JAPAN in 郡山 ツール・ド・猪苗代湖」として開催されるようになった。
主催者は郡山市、会津若松市、猪苗代町、自転車協会、県サイクリング協会、福島民報社などで構成されるCYCLE AID JAPAN in 郡山 ツール・ド・猪苗代湖 実行委員会で、協賛はゼビオホールディングスや福島トヨペットなど。2017年の参加者は約1,130名。

## コース

### 2023年〜
- 磐梯熱海スポーツパーク～中ノ沢温泉〜猪苗代湖周辺（会津レクリエーション公園～湖南）〜磐梯熱海スポーツパーク

### 2020年〜2022年
- 磐梯熱海スポーツパーク～猪苗代湖周辺（上戸～会津レクリエーション公園～湖南）～磐梯熱海スポーツパーク

※2020年は新型コロナウイルス感染症拡大防止のため東北地方在住者に限定し縮小開催、2021年は中止

### 2017〜2019年
- 磐梯熱海スポーツパーク～中ノ沢温泉～小野川湖～猪苗代湖周辺～磐梯熱海スポーツパーク
- 全長123.8km、標高差332m（125kmコースの場合）

※2019年は台風のため中止

### 2014～2016年
- 磐梯熱海スポーツパーク～猪苗代湖周辺～三森トンネル～逢瀬公園～磐梯熱海スポーツパーク

### 2013年
1週目
盛岡市～花巻市、花巻市～北上市
2週目(1)
松島町～白石市、白石市～福島市
2週目(2)
白河市～会津若松市、猪苗代町～福島市

### 2012年

#### 北上ルート
1週目
市川市～つくば市、つくば市～水戸市
※つくば市～水戸市はつくば市内の竜巻被害により中止
2週目
いわき市～郡山市、郡山市～会津若松市
3週目
福島市～白石市、白石市～仙台市

#### 南下ルート
1週目
青森県内
2週目
岩手県内
3週目
岩手県内～仙台市